# 1560
| [ Edytuj tabelę ]              | |
| Król Polski                    | - 1530 Zygmunt II August 1572 |
| Współksiążęta Andory           | - 1556 Juan Pérez García de Oliván 1560 - 1555 Joanna d’Albret 1572 - 1555 Antoni Burbon 1562                                                                                        |
| Król Anglii                    | - 1558 Elżbieta I 1603 |
| Elektor Brandenburgii          | - 1535 Joachim II Hektor 1571 |
| Książę Bawarii                 | - 1550 Albrecht V 1579 |
| Sułtan Brunei                  | - 1521 Abdul Kahar 1575 |
| Cesarz Chin                    | - 1521 Jiajing 1566 |
| Król Czech                     | - 1526 Ferdynand I Habsburg 1564 |
| Król Danii                     | - 1559 Fryderyk II 1588 |
| Dalajlama                      | - 1543 Sonam Gjaco 1588 |
| Cesarz Etiopii                 | - 1559 Minas 1563 |
| Król Francji                   | - 1559 Franciszek II 1560 - 1560 Karol IX 1574 |
| Król Hiszpanii                 | - 1556 Filip II 1598 |
| Hrabia Holandii                | - 1555 Filip II Habsburg 1572 |
| Stadhouder Holandii            | - 1559 Wilhelm Orański 1567 |
| Szach Iranu                    | - 1524 Tahmasp I 1576 |
| Państwo Wielkich Mogołów       | - 1556 Akbar 1605 |
| Władca Inków                   | - 1558 Titu Cusi Yupanqui 1571 |
| Król Irlandii                  | - 1558 Elżbieta I Tudor 1570 |
| Cesarz Japonii                 | - 1557 Ōgimachi 1586 |
| Kalif                          | - 1520 Sulejman I 1566 |
| Władca Korei                   | - 1545 Myŏngjong 1567 |
| Wielki książę litewski         | - 1530 Zygmunt August 1569 |
| Sułtan Maroka                  | - 1557 Abdullah al-Ghalib 1574 |
| Senior Monako                  | - 1532 Honoriusz I 1581 |
| Król Nawarry                   | - 1555 Joanna d’Albret 1572 |
| Król Norwegii                  | - 1559 Fryderyk II 1588 |
| Sułtan Omanu                   | - 1529 Bakarat ibn Muhammad 1560 - 1560 Abd Allah ibn Muhammad 1624 |
| Elektor Palatynatu             | - 1559 Fryderyk III 1576 |
| Papież                         | - 1559 Pius IV 1565 |
| Książę Parmy i Piacenzy        | - 1556 Oktawiusz Farnese 1586 |
| Król Portugalii                | - 1557 Sebastian 1578 |
| Książę w Prusach               | - 1525 Albrecht 1568 |
| Car Rosji                      | - 1547 Iwan IV Groźny 1584 |
| Cesarz Rzymski (niemiecki)     | - 1558 Ferdynand I Habsburg 1564 |
| Kapitanowie Regenci San Marino | - 1559 Gio. Antonio Leonardelli Sinibaldo Sinibaldi 1560 - 1560 Giacomo di Evangelista Belluzzi Vincenzo di Marino di Andrea 1560 - 1560 Pier Leone Corbelli Giovanni Sinibaldi 1561 |
| Elektor Saksonii               | - 1553 August Wettyn 1586 |
| Król Szkocji                   | - 1542 Maria Stuart 1567 |
| Król Szwecji                   | - 1521 Gustaw I Waza 1560 - 1560 Eryk XIV Waza 1568 |
| Król Tajlandii                 | - 1548 Phra Maha Chakkraphat 1568 |
| Sułtan Turków                  | - 1520 Sulejman Wspaniały 1566 |
| Doża Wenecji                   | - 1559 Giorolamo Priuli 1567 |
| Król Węgier                    | - 1526 Ferdynand I 1564 - 1540 Jan II Zygmunt Zápolya 1571 |

Rok 1560 / MDLX
stulecia: XV wiek ~
XVI wiek ~
XVII wiek

lata: 1550 «
1555 «
1556 «
1557 «
1558 «
1559 «
1560
» 1561
» 1562
» 1563
» 1564
» 1565
» 1570

## Wydarzenia w Polsce
- Mateusz Scharping i Michał Figenow zorganizowali pierwszą królewską flotę kaperską.

## Wydarzenia na świecie
- 12 marca – flota genueńska zdobyła należącą do Turcji wyspę Dżerba.
- 17 marca – we Francji udaremniono protestancki zamach stanu.
- 9 maja – rozpoczęła się turecko-chrześcijańska bitwa morska o Dżerbę.
- 14 maja – zwycięstwem Turków zakończyła się bitwa o Dżerbę. Flota chrześcijańska utraciła 60 okrętów i 20 tys. ludzi.
- 20 maja – Duńczycy zajęli księstwo biskupie w Kurlandii.
- 25 czerwca – szwedzki król Gustaw I Waza abdykował na rzecz swego syna Eryka XIV.
- 5 lipca – w Edynburgu został zawarty traktat między komisarzami królowej Anglii Elżbiety I Tudor z przyzwoleniem szkockich lordów Kongregacji oraz wysłannikami Francji w Szkocji w celu formalnego zakończenia oblężenia Leith i zastąpienia przymierza Szkocji z Francją (Auld Alliance) nową umową Anglii ze Szkocją. Utrzymano przy tym pokój między Anglią i Francją uzgodniony na mocy traktatu z Cateau-Cambresis.
- 27 sierpnia - Parlament Szkocji działając niezgodnie z postanowieniami traktatu zatwierdził Szkockie wyznanie wiary.
- 29 września – Eryk XIV Waza został królem Szwecji.
- 5 grudnia – Karol IX został królem Francji.
- Duńczycy opanowali Ozylię

## Urodzili się
- 17 stycznia – Gaspard Bauhin (inaczej Casper Bauhin), szwajcarski lekarz, anatom i botanik (zm. 1624)
- 21 marca – Paolo Emilio Sfondrati, włoski kardynał, bratanek papieża Grzegorza XIV (zm. 1618)
- 20 czerwca – Juan de Lascaris-Castellar, wielki mistrz zakonu joannitów (zm. 1657)
- 25 czerwca:
  - Juan Sánchez Cotán, hiszpański malarz martwych natur (zm. 1627)
  - Wilhelm Fabricius, niemiecki lekarz, chirurg (zm. 1634)
- 7 sierpnia – Elżbieta Batory, hrabina węgierska (zm. 1614)
- 18 sierpnia – Maria de Jesus López de Rivas, hiszpańska karmelitanka, błogosławiona katolicka (zm. 1640)
- 4 września – Karol Wittelsbach (Pfalz-Zweibrücken-Birkenfeld), hrabia palatyn i książę Palatynatu-Zweibrücken-Birkenfeld (zm. 1600)
- 13 września – Benedykt z Urbino, włoski kapucyn, błogosławiony katolicki (zm. 1625)
- 15 września – Edmond Richer, francuski teolog (zm. 1631)
- 10 października – Jakub Armenszoon, twórca arminianizmu (zm. 1609)
- 29 października – Krystian I Wettyn, książę elektor Saksonii (zm. 1591)
- 2 listopada – Annibale Carracci, włoski malarz, rysownik, grafik i freskant okresu wczesnego baroku (zm. 1609)
- 13 grudnia – Maximilien de Béthune de Sully, francuski polityk, hugenot (zm. 1641)

- data dzienna nieznana: 
  - Robert Abbot, biskup Salisbury, angielski teolog anglikański (zm. 1617)
  - Felice Anerio, włoski kompozytor (zm. 1614)
  - Hiob (Borecki), prawosławny metropolita kijowski (zm. 1631)
  - Bartolomé Carducho, hiszpański malarz okresu manieryzmu (zm. 1608)
  - Jan Karol Chodkiewicz, hetman polny litewski, hetman wielki litewski, wojewoda wileński (zm. 1621)
  - Oswald Crollius, alchemik i jatrochemik (zm. 1609)
  - Tomasz Drezner, profesor prawa w Akademii Zamojskiej (zm. 1616)
  - Anthonie Duyck, holenderski wojskowy i polityk (zm. 1629)
  - Paweł Działyński (1560-1609), syn Pawła i Krystyny Kostka (zm. 1609)
  - Zsigmond Forgách, węgierski możnowładca, baron, palatyn Węgier (zm. 1621)
  - Krystyna Radziwiłł, żona Jana Zamoyskiego
  - Mitsunari Ishida, japoński samuraj (zm. 1600)
  - Jan Kaszowski, rotmistrz królewski, starosta sokalski i berestecki, kalwinista (zm. 1620)
  - Daniel Mikołajewski, polski duchowny i teolog reformowany, senior zborów na Kujawach (zm. 1633)
  - John Mildenhall, podróżnik, awanturnik (zm. 1614)
  - Jean de Monluc de Balagny, syn Jeana de Monluc (zm. 1603)
  - Kanetsugu Naoe, był japońskim samurajem (zm. 1620)
  - Marcin Orłowita, patrycjusz bydgoski, rajca miejski, burmistrz Bydgoszczy (zm. 1630)
  - John Owen (poeta), poeta angielsko-łaciński, autor dowcipnych epigramatów (zm. 1622)
  - Flaminio Ponzio, włoski architekt, nadworny architekt papieża Pawła V (zm. 1613)
  - Anton Praetorius, niemiecki pastor i teolog kalwiński, pisarz (zm. 1613)
  - Domenico Tintoretto, włoski malarz rodem z Wenecji, syn i uczeń Jacopo Tintoretto (zm. 1613)
  - Paweł Wołucki, polski duchowny katolicki, dyplomata, biskup kamieniecki, włocławski i łucki (zm. 1622)

## Zmarli
- 8 stycznia – Jan Łaski, pastor i teolog, najwybitniejszy polski działacz reformacji (ur. 1499)
- 7 lutego – Baccio Bandinelli, rzeźbiarz florencki (ur. 1488)
- 19 kwietnia – Filip Melanchton, reformator religijny, najbliższy współpracownik Marcina Lutra (ur. 1497)
- 11 czerwca – Maria de Guise, królowa Szkocji, później regentka (ur. 1515)
- 29 września – Gustaw I Waza, założyciel dynastii Wazów (ur. 1496)
- 5 grudnia – Franciszek II Walezjusz, król Francji (ur. 1544)